# Safismo

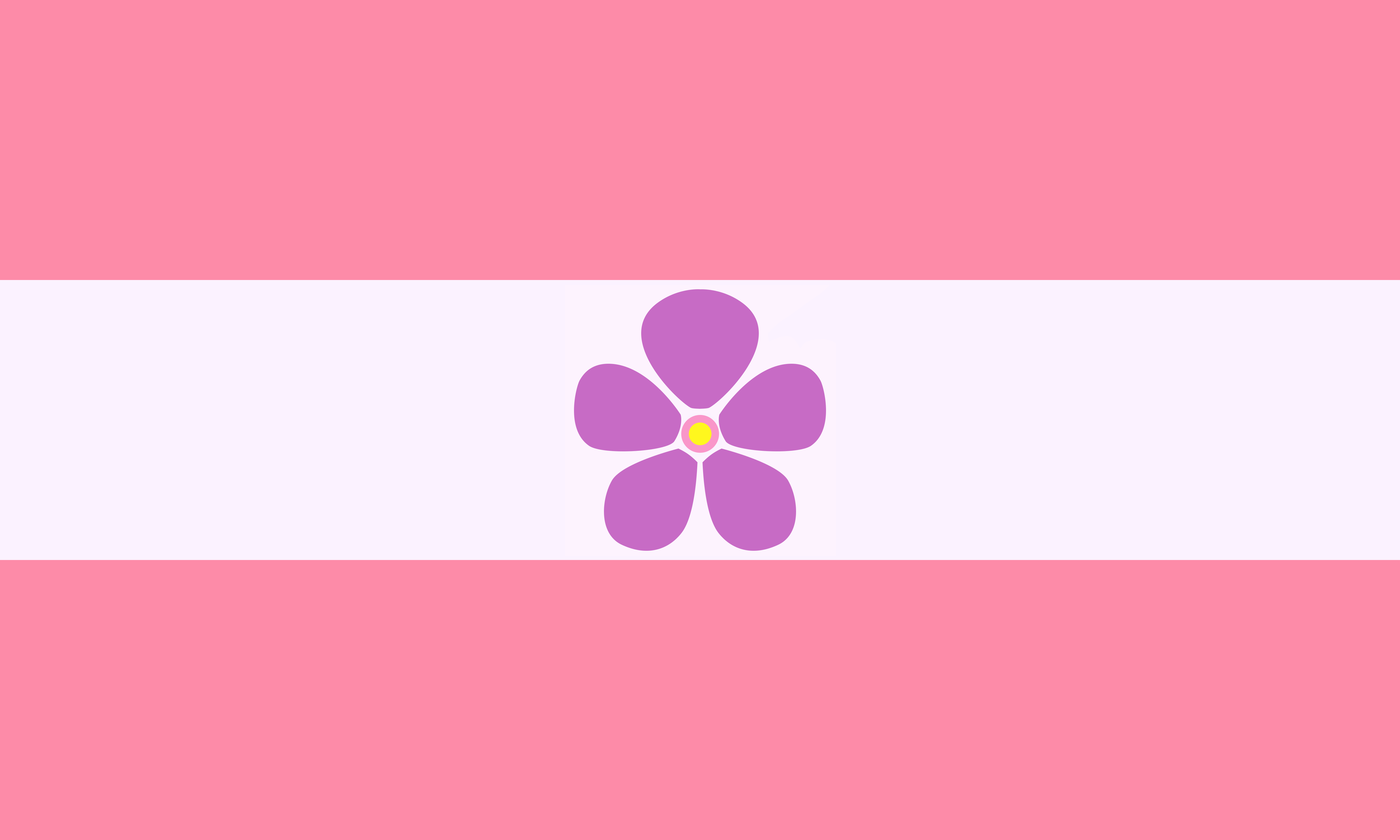
Bandera sáfica

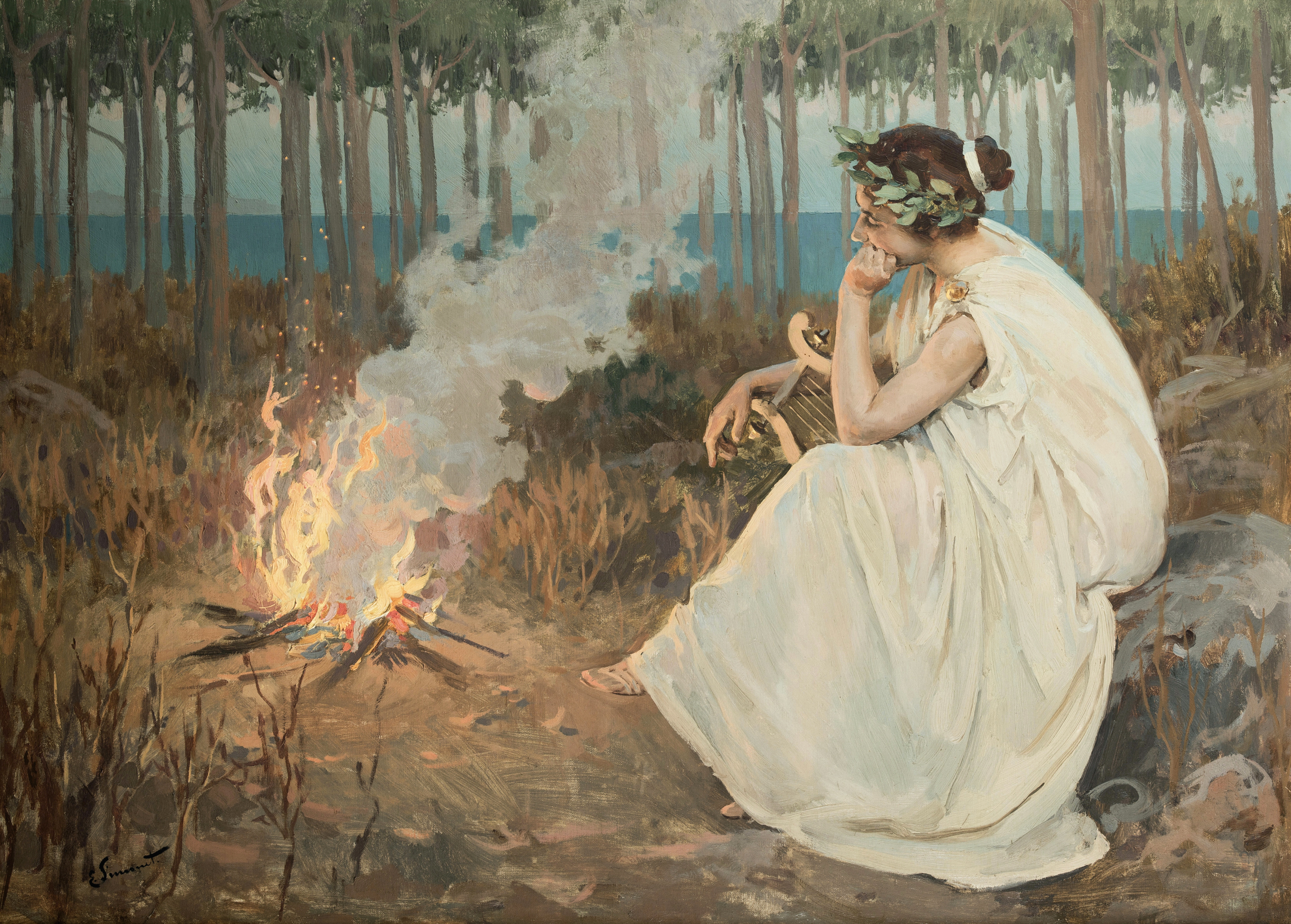
Safo de Lesbos, por Enrique Simonet.

El safismo es un término global que abarca la atracción  sexual o afectiva de una mujer por otra mujer. Sáfico, como adjetivo de identidad sexual, es útil para indicar el amor entre mujeres, independientemente de su orientación sexual. La palabra sáfica se puede usar para referirse a una pareja de mujeres, mientras que safista se usa como sinónimo de lesbiana.
La palabra safismo deriva de Safo, una poetisa griega cuyos versos tenían como tema principal el amor entre mujeres además de sus propias pasiones homosexuales. Safo nació en la isla griega de Lesbos, cuyo nombre dio origen a la expresión lesbianismo. En esa isla ella y otras mujeres practicaban el culto a la poesía. Safo vivió en el siglo VI a. C.. y es una de las pocas referencias al lesbianismo en la antigüedad. Su obra, vasta y de gran calidad, fue destruida casi por completo por Gregorio VII en el siglo XI. El ejercicio de la sexualidad femenina desligado de la reproducción apenas se ve en la historia. Los registros de Safo son un raro ejemplo.
El equivalente al término safico para hablar de la atracción masculina es aquileano, en referencia a Patroclo y Aquiles.